# Ruellia chilpancingana
Ruellia chilpancingana är en akantusväxtart som beskrevs av T.F. Daniel. Ruellia chilpancingana ingår i släktet Ruellia och familjen akantusväxter. Inga underarter finns listade i Catalogue of Life.